# Ponceano (parroquia)
Ponciano, también llamada Ponceano, es una parroquia urbana de la ciudad de Quito, parte de las 65 que conforman el área metropolitana de la capital de Ecuador. Está ubicada al noreste de la urbe, y sus límites son las parroquias de Carcelén y Condado al norte, Kennedy y La Concepción al sur, Comité del Pueblo al este y Cotocollao al oeste.

## Historia
Se sabe que a inicios del siglo XIX gran parte del actual sector de Ponceano era una hacienda propiedad de Gregoria Salazar, y estaba considerado parte de la localidad de Cotocollao, donde terminaba el llamado Ejido del Rey. En 1805 la hacienda fue adquirida por la prócer Manuela Cañizares a un costo de 800 pesos, y la tenía en arrendamiento a Pedro Calderón, que pagaba 151 pesos anuales por ella. En 1815 Cañizares vendió la hacienda a Josefa Cáceres por la suma de 1950 pesos.
En lo que respecta al poblamiento de la zona noroccidental de la parroquia, que en un inicio estuvo vinculada a la de Cotocollao, se conoce que durante la década de 1960 se inició la parcelación de una parte de la «Hacienda El Condado», conformando terrenos de 300m² que serían entregados a los huasipungueros de la misma.
Con la ocupación de los mencionados huasipungueros, que tuvo lugar entre las décadas de 1970 y 1980, el 4 de mayo de 1977 se constituyó el barrio San José del Condado mediante acuerdo ministerial N°0559, en el que constaban los siguientes límites: quebrada Sambo Pocyo (actual Quito Tenis & Golf Club) al norte, intersección de las calles Piedras Negras y Francisco de Rumiurco al sur, avenida Manuel Córdova Galarza (actual avenida De la Prensa) al este, y calle Del Niño Jesús al oeste.
Por otro lado, la zona oriental de la parroquia estaba en manos de las cooperativas de empleados del Ministerio de Salud y la Contraloría General del Estado, que los lotizaron, urbanizaron y vendieron a finales del siglo XX. Desde aproximadamente 1995 la parroquia se convirtió en un importante polo de desarrollo inmobiliario, sobre todo el sector de Ponceano Alto, que actualmente se caracteriza por su alta plusvalía y exclusividad.

## Administración
Dentro del Distrito Metropolitano de Quito, y administrativamente hablando, Ponceano es una de las 32 parroquias urbanas que componen la ciudad en sí misma, sin contar el área rural, y pertenece a la administración zonal La Delicia. Tiene una superficie de 662,7 km².

### Demografía
De acuerdo a la Secretaría de Territorio, Hábitat y Vivienda, del Municipio de Quito, en el censo de 2010 la parroquia de Ponceano tenía una población de 54.052 habitantes, y entre ellos el 52,1% eran mujeres mientras que el 47,9 hombres. Según estos datos, su densidad poblacional urbana sería de 82,4 habitantes por kilómetro cuadrado, y significaría que el 2,4% de los quiteños residen en el sector. El uso del suelo es mayoritariamente de tipo residencial con un importante núcleo comercial entre los barrios de La Ofelia y Los Cipreses, y está habitado por estratos sociales bajos, medios y medio-altos.

## Barrios parroquia Ponceano
Ponceano se divide en los siguientes barrios: 
- Carcelén Fv. Ponce
- Cooperativa Contraloría
- Ponciano Alto
- Prados del Oeste
- Monge Donoso
- Marisol
- Ponciano Bajo
- Los Cipreses
- San José del Condado
- (Barrio oficialmente sin nombre adjudicado)
- El Rocío
- Delicia 1
- San Eduardo
- Agua Clara
- La Ofelia
- Nazareth

## Arquitectura
Debido a su crecimiento urbano relativamente reciente, Ponceano está constituido en su mayor parte por conjuntos habitacionales, casas unifamiliares y edificios de apartamentos que responden a varias corrientes de la arquitectura moderna, al igual que algunos de sus edificios más conocidos, entre los que podemos destacar los siguientes:
El Estadio Casa Blanca, es un estadio ubicado en el barrio de Ponceano Bajo. Fue construido a un costo de 16 millones de dólares entre los años 1995 y 1997, sobre diseños del arquitecto Ricardo Mórtola y el ingeniero Edwin Ripalda, constituyendo el segundo escenario deportivo más importante de la ciudad, y también el más moderno hasta la fecha.
El Condado Shopping es un centro comercial de estilo high-tech ubicado en el barrio Los Cipreses desde el año 2007, y que en sus 37.000 m² recibe 22 millones de visitantes cada año, lo que lo convierte en uno de los más importantes de la ciudad.
La Casa de la Justicia es un edificio de estilo contemporáneo ubicado en el barrio de Ponceano Alto. Fue construido en 2011 para albergar dependencias de la Policía Judicial, Dirección Nacional de Niños y Adolescentes Perdidos, Unidad de Investigación de la Policía, médicos legistas, defensores públicos, peritos, juzgados y una oficina de coordinación de entidades del Municipio, como salas de mediación.

## Comercio
En el barrio La Ofelia se encuentra una explanada en la que entre los días viernes y domingo de cada semana se instala una concurrida feria de alimentos, en donde se expenden toda clase de productos directamente de los productores campesinos. De igual manera, cuenta con un mercado cubierto que sirve para los mismos fines.